# 学年ビリのギャルが1年で偏差値を40上げて慶應大学に現役合格した話
『学年ビリのギャルが1年で偏差値を40上げて慶應大学に現役合格した話』（がくねんビリのギャルがいちねんでへんさちをよんじゅうあげてけいおうだいがくにげんえきごうかくしたはなし）は、坪田信貴によるノンフィクション作品、およびアスキー・メディアワークスにより2013年に書籍化された同名の書籍である。略称は「ビリギャル」。
2015年5月に土井裕泰監督、有村架純主演により『映画 ビリギャル』と題して映画化され、映画公開に先立って2015年4月10日に文庫特別版が刊行された。

## 概要
素行不良のギャルであり、高校2年生で小学4年生程度の学力しかなかった少女・さやかちゃん（小林さやか）が、坪田の指導を受け、周りと助け合い学力偏差値を上昇させ慶應義塾大学総合政策学部に現役合格するまでを描いた実話。書籍は2013年発行だが、モデルとなった女性は2014年時点で26歳であり、その高校時代のエピソードである。
2015年5月現在、累計発行部数は100万部超。表紙カバーに起用されている女性はモデルの石川恋であり、「さやかちゃん」本人ではない。

## あらすじ
幼い頃から学校に馴染めず転校を繰り返していたさやかは、ある日の下校中、とある中学校の制服に目を奪われる。それを眺めていた母親が、その中学校ならエスカレーター式に高校や大学にあがれるため、ずっと好きなことをやって楽しくいられるから、と言って進学を勧める。それを聞いたさやかは、即入学を決め晴れて入学し、その後同じクラスのおしゃれ集団と仲良くなった。彼女らと行動するにつれスカートの丈は短くなり、化粧は濃くなり、勉強もせずに遊ぶ生活が続いていった。そのため高校では一番出来の悪いクラスに入れられ、授業中にもかかわらず雑誌を読んだり化粧をしながら日々を過ごし、挙句の果てには担任にクズ呼ばわりされる始末となっていた。
そんなある日、担任がさやかのバッグからタバコのケースを発見し、自宅謹慎になる。ちょうど夏休み前だったこともあり、頭髪を金髪にした。そんな時、母からある塾の広告を見せられ、塾に通うことになったが、入校テストでは塾の担任もお手上げの回答ばかり。ただ、とりあえず目標を持たなければいけないと言われ、半ば強引に志望校を慶應義塾大学にした。ろくに勉強をしてこなかったさやかだが、真剣に向き合ってくれる先生や、同じ塾にさやかと同じタイミングで入ってきた弁護士を目指すゲーマーのれいじと一緒に勉強することで、意欲を増してゆく。また、クラス担任に「慶應大学を受ける」と宣言して馬鹿にされ、受かったら校庭を裸で逆立ちして歩くと約束され、より一層意欲を増すのであった。

## 受験
名古屋のお嬢様学校（SSKの3校はいずれも学力偏差値60台の進学校）に中学校受験で合格、当時は4教科ではなく国語と算数の2教科だった。高校2年生の夏に大学進学を考える母親に連れられて個別指導学習会に入塾した時点で、学年でビリの偏差値30以下。週に3回夏期講習に通い夏休みの最後を友達と遊ぶという、遊びと勉強の両立を行うようになった。夏休みの間に中学校の英語に関しては復習を終わらせ、学習漫画の学研まんが『日本の歴史』を読み始めた。夏期講習受講後の2学期からは勉強に集中し週4回塾に通った。
河合塾第2回全統記述模試（記述・論述式）で英語の全国偏差値は70.4になるも、慶應義塾大学の合格判定はE判定。辞書で単語を覚える、学習漫画を読み込む、2006年1月23日にライブドア社長の堀江貴文が逮捕された事件などについて話し合うなど思考力を高めていった。高校3年生に上がる頃には、「無制限コース」という日曜を除けば塾へ毎日来られる学習コースを、百数十万円を前払いして受講。
最初から適性があり小論文が得意だったこと、英語の試験においても文章読解力が必要で文学部の過去問を9割以上取ることが出来るなど相性の良い慶應義塾大学等、センター試験を利用せず受験科目が少ない入学試験に的を絞る。
- 慶應義塾大学 文学部 偏差値70前後｛外国語（コミュニケーション英語基礎・コミュニケーション英語I・コミュニケーション英語II・コミュニケーション英語III・英語表現I・英語表現II）、（ドイツ語、フランス語、中国語のうち1科目選択）、地理歴史（世界史B、日本史Bのうち1科目選択）、小論文（資料を与えて、理解と表現の能力を総合的に問う。）、第2次試験の面接試験は行わない｝
- 慶應義塾大学 総合政策学部 偏差値70前後｛外国語（(a)コミュニケーション英語I・コミュニケーション英語II・コミュニケーション英語III・英語表現I・英語表現II、(b)(a)+ドイツ語、(c)(a)+フランス語　の(a)、(b)、(c)のうち、いずれか1つを選択する）。小論文（発想、論理的構成、表現などの総合的能力を問う。）、第2次試験の面接試験は行わない｝

文学部の歴史科目の配点の比重は少なく、長文1題で辞書持ち込み可の英語で得点を上げる事を狙い、受験勉強は英語1科目に集中し、母親は受験に関係ない学校の授業では娘の居眠りを許容しろと学校に直談判した。受験では併願校として明治大学（合格）、「西の慶應」関西学院大学（合格。後述の映画では「近畿学院大学」）。対抗として上智大学（不合格）。本命として慶應義塾大学経済学部（不合格）、同・商学部（不合格）、同・文学部（不合格）、慶應義塾大学総合政策学部（合格）等を受験した。

## 映画
『映画 ビリギャル』（えいが ビリギャル）のタイトルで2015年5月1日に公開された。監督は土井裕泰、主演は有村架純。

### キャスト
工藤さやか
演 - 有村架純（幼少期：山田望叶、根本真陽）
主人公。「ビリギャル」。

坪田義孝
演 - 伊藤淳史
塾講師。生徒のやる気を出させる才能がある。

森玲司
演 - 野村周平
さやかが通う塾の同級生。坪田の提案から、大学受験に本腰を入れていく。
家は3代続く弁護士の家系。

本田美果
演 - 松井愛莉（幼少期：西川茉佑）
さやかの同級生。

香川真紀
演 - 蔵下穂波
さやかの同級生。

岡崎結衣
演 - 阿部菜渚美
さやかの同級生。

宮下久美
演 - 金子海音
さやかが通う塾の生徒。

（氏名なし）
演 - 矢島健一
さやかが通う高校の校長。

（氏名なし）
演 - 中村靖日
さやかが通っていた小学校の担任教諭。

（氏名なし）
演 - 峯村リエ
玲司の母。

西村隆
演 - 安田顕
さやかが通う高校の担任教諭。
学校では落ちこぼれであるさやかが難関大学に合格することなどまったく信じていない。そのことから坪田の指導方針を否定している。
さやかが授業中にほとんど寝ていることから、保護者をたびたび呼び出し改善を求める。

工藤龍太
演 - 大内田悠平
さやかの弟。
野球の才能があり、父親もそれを応援している。
野球特待生で高校に進学したが、1年の夏の終わりごろに周囲との彼我の差を思い知り、野球部から遠ざかっていく。

工藤まゆみ
演 - 奥田こころ（幼少期：川上凛子）
さやかの妹。

工藤徹
演 - 田中哲司
さやかの父。
息子である龍太の野球に情熱を注いでいる。
かつてはプロ野球選手を目指していたが指名はなく、そのまま就職した過去がある。

工藤あかり
演 - 吉田羊
さやかの母。
さやかからは「ああちゃん」と呼ばれている。
家庭では静かな印象だが、3人の子供たちの成長を見守っている。

峰岸誠
演 - あがた森魚
塾長。塾の生徒からは「掃除のおじさん」と勘違いされることが多い。坪田の雇用主でもある。
キャスト出典：

### スタッフ
- 原作 - 坪田信貴『学年ビリのギャルが1年で偏差値を40上げて慶應大学に現役合格した話』（株式会社KADOKAWA アスキー・メディアワークス刊）
- 監督 - 土井裕泰
- 脚本 - 橋本裕志
- 主題歌 - サンボマスター「可能性」アルバム「サンボマスターとキミ」所収、（Getting Better / JVCケンウッド・ビクターエンタテインメント）
- 劇中歌 - Saku「START ME UP」[20]（Sony Music Associated Records）
- 音楽 - 瀬川英史
- エグゼクティブプロデューサー - 渡辺正一
- プロデューサー - 那須田淳、進藤淳一
- 撮影 - 花村也寸志
- 美術 - 五辻圭
- 照明 - 北岡孝文
- 録音 - 加藤大和
- 編集 - 穂垣順之助、山本清香
- 助監督 - 山本亮
- 選曲 - 藤村義孝
- 音響効果 - 猪俣泰史
- VFX - OXYBOT
- スタントコーディネーター - 田渕景也
- 問題制作協力 - 坪田塾（中野正樹、岩田大）
- 制作プロダクション - フィルムフェイス
- 製作者 - 岩原貞雄、塚田正晃、市川南、加藤直次、中村理一郎、和崎信哉、本田正男、高橋誠、岩熊正道、宮田謙一、井上義久、国貞泰生
- 製作 - 映画「ビリギャル」製作委員会（TBSテレビ、KADOKAWA、東宝、CBCテレビ、電通、WOWOW、毎日放送、KDDI、RKB毎日放送、朝日新聞社、FLaMme、北海道放送）
- 配給 - 東宝

### 受賞歴
- 2015年度新藤兼人賞[21]
  - プロデューサー賞（那須田淳、進藤淳一）
- 第7回TAMA映画賞[22]
  - 最優秀新進男優賞（野村周平）[注 1]
- 第40回報知映画賞[23]
  - 助演女優賞（吉田羊）[注 2]
- 第39回日本アカデミー賞[24]
  - 優秀主演女優賞（有村架純）
  - 優秀助演男優賞（伊藤淳史）
  - 優秀助演女優賞（吉田羊）
  - 新人俳優賞（有村架純）
- 第58回ブルーリボン賞[25][26]
  - 主演女優賞（有村架純、『ストロボ・エッジ』と合わせて受賞）
  - 助演女優賞（吉田羊、『脳内ポイズンベリー』『愛を積むひと』と合わせて受賞）
- 2016年 エランドール賞[27]
  - プロデューサー賞・田中友幸賞（那須田淳）
  - 新人賞・TVガイド賞（有村架純）[注 3]
  - 新人賞・TVガイド賞（吉田羊）[注 4]
- 第37回ヨコハマ映画祭[28]
  - 日本映画ベストテン・次点
- 第25回日本映画批評家大賞
  - 助演男優賞（伊藤淳史）[29]
- 第35回藤本賞
  - 藤本賞（那須田淳、進藤淳一）[30]

### テレビ放送
2016年12月26日（月曜）には、TBS系列の21:00 - 23:19（JST。『月曜名作劇場』扱いはされない）で地上波初放送された。

## 漫画
『ビリギャル 〜学年ビリからの慶應大学合格記〜』のタイトルで、『LaLa DX』（白泉社）2015年5月号から11月号まで連載。作者はナッツ。
1. 2015年12月10日第1刷発行 ISBN 978-4-592-19100-1